# Juliann Ubbergen
 (janvier 2019).
Si vous disposez d'ouvrages ou d'articles de référence ou si vous connaissez des sites web de qualité traitant du thème abordé ici, merci de compléter l'article en donnant les références utiles à sa vérifiabilité et en les liant à la section « Notes et références ».
 (janvier 2019).
Pour l’article homonyme, voir Ubbergen.
Juliann Ubbergen, né le 10 avril 1990 à Amsterdam, est un acteur, doubleur et chanteur néerlandais d'origine surinamienne.

## Filmographie

### Cinéma et téléfilms
- 2006 : Don (en) : Hassan
- 2006 : Afblijven (nl) : Kevin
- 2008 : Skin : Jeffrey
- 2009 : Alles stroomt (nl) : Stanley
- 2009 : De Co-assistent (nl) :	Renzo da Silva
- 2009 : Het leven uit een dag (nl) : William
- 2010 : Het Huis Anubis en de terugkeer van Sibuna! (nl) : Marcel Keizer
- 2010 : Het Huis Anubis: De Vijf en de Toorn van Balor (nl) : Marcel Keizer
- 2010-2011 : Het Huis Anubis en de Vijf van het Magische Zwaard (nl) :	Marcel Keizer

### Doublage
- 2012-2017 : Ultimate Spider-Man : Deux rôles (Luke Cage et Powerman)
- 2013 : Avengers Assemble de Stan Lee et Jack Kirby : Black Panther
- 2013 : Lego Marvel Super Heroes : contrôle maximum de Greg Richardson : Nick Fury
- 2014 : Wolfblood de Debbie Moon : Tom
- 2014 : Big Hero 6 de Steven T. Seagle et Duncan Rouleau : Wasabi
- 2014 : Disney Infinity 2.0: Marvel Super Heroes : Deux rôles (Luke Cage et Powerman)
- 2015 : Disney Infinity 3.0  : Black Panther
- 2015 : Game Shakers de Dan Schneider : Double G

## Discographie

### Single
- 2010 : De Vijf Zintuigen (Het Huis Anubis en de Vijf van het Magische Zwaard)